# Новоільїнка (Шегарський район)
Новоільї́нка (рос. Новоильинка) — село у складі Шегарського району Томської області, Росія. Входить до складу Північного сільського поселення.
В радянські часи існували окремо 3 населених пункти — Новоросійський, Новоказанський та Новоільїнка.

## Населення
Населення — 319 осіб (2010; 412 у 2002).
Національний склад (станом на 2002 рік):
- росіяни — 93 %